# Bibimbap
El Bibimbap o Bibim bap (en coreà:비빔밥) és un plat popular de la gastronomia coreana. Significa literalment «arròs barrejat» i originalment es preparava a partir de les sobres d'altres plats. Ingredients que acostumen a acompanyar a l'arròs en el Bibimbap acostumen a ser: verdures, carns, ous fregits, kimchi, salsa picant gochujang i oli de sèsam.